# 랴오둥만
랴오둥 만(한국어: 요동만, 중국어: 遼東湾, 병음: liáodōng Wān, 문화어, 중국조선어: 료동만)은 보하이해 안에 있는 세만 중 하나이다. 요동반도에 의하여 황해(黃海)와 격리되고, 수심은 가장 깊은 곳도 30m 내외에 불과하다. 만의 북쪽으로 랴오허강[遼河]을 비롯한 다링강[大凌河] ·샤오링강[小凌河] 등 하천이 흘러들고, 그 어귀에 간석지가 발달되어 있다. 북동안에 잉커우[營口], 북서안에 후루다오[葫蘆島] 등 상항(商港)이 있고, 동안에서는 천일제염이 성하다.
민물에 의해 해수 염도가 많이 떨어져서 겨울에는 결빙된다.

## 같이 보기
- 중화인민공화국의 지리